# NGC 159
NGC 159는 봉황자리 방향에 있는 렌즈형은하다.